# These Streets
Albums de Paolo Nutini
Sunny Side Up
Singles
These Streets est le premier album de Paolo Nutini sorti en 2006.

## Titres
| No  | Titre                                                                                   | Durée |
| --- | --------------------------------------------------------------------------------------- | ----- |
| 1.  | Jenny Don't Be Hasty                                                                    | 3:30  |
| 2.  | Last Request                                                                            | 3:41  |
| 3.  | Rewind                                                                                  | 4:20  |
| 4.  | Million Faces                                                                           | 3:42  |
| 5.  | These Streets                                                                           | 3:54  |
| 6.  | New Shoes                                                                               | 3:22  |
| 7.  | White Lies                                                                              | 4:00  |
| 8.  | Loving You                                                                              | 4:01  |
| 9.  | Autumn                                                                                  | 2:50  |
| 10. | Alloway Grove - Alloway Grove - 7:56 - Last Request [Acoustique] - 3:13 (début à 10:59) | 14:13 |